# باول ر. هايز
باول ر. هايز (بالإنجليزية: Paul R. Hays)‏ هو قاضي ومحامي أمريكي، ولد في 2 أبريل 1903 في دي موين في الولايات المتحدة، وتوفي في 13 فبراير 1980.

## وصلات خارجية
- باول ر. هايز على موقع الموسوعة البريطانية (الإنجليزية)